# Сангли
Сангли (англ. Sangli) — город в индийском штате Махараштра. Расположен на берегу реки Кришна. Административный центр округа Сангли. Средняя высота над уровнем моря — 544 метра. По данным всеиндийской переписи 2001 года, в городе проживало 436 639 человек. Является крупным центром по выращиванию сахарного тростника и куркумы.

## Известные уроженцы
- Бхосле, Аша